# Pedra da Galinha Choca

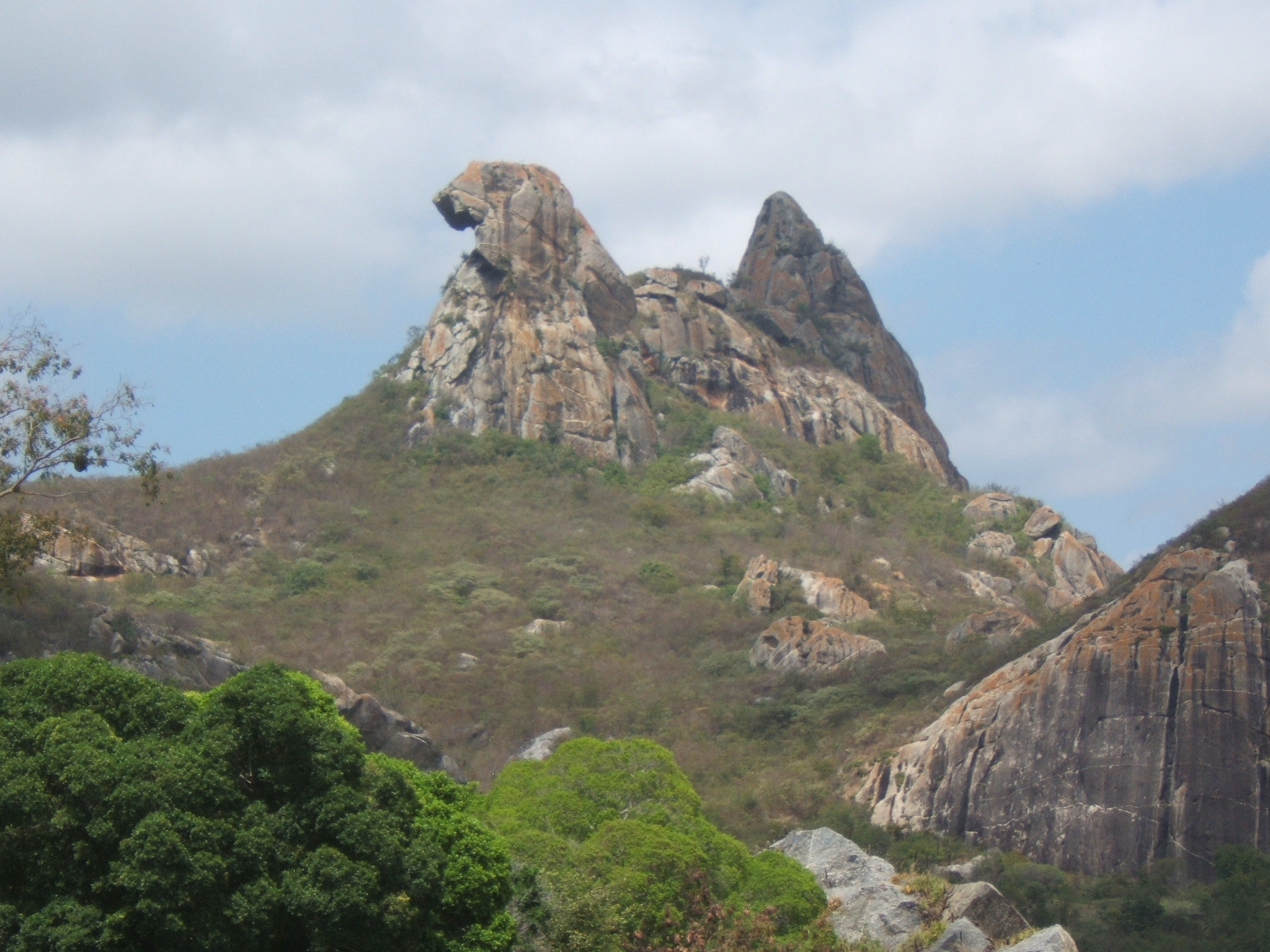
A Pedra da Galinha Choca é um importante destino turístico de Quixadá. Foto da pedra na época da seca.

A Pedra da Galinha Choca é uma formação rochosa da cidade brasileira de Quixadá, no Ceará, que leva esse nome devido ao seu formato curioso. Está localizado a 5 km do centro da cidade. A formação está no Monumento Natural dos Monólitos de Quixadá, área totalmente protegida.
Até o início do século XX era chamada de Pedra da Arara . É composto por dioritos e granitos de Inselberg, que são rochas ígneas, ou seja, formadas a partir do resfriamento do magma . Assim como outros monólitos da região, a Pedra da Galinha Choca encontra-se num terreno cristalino, ou seja, é constituída por rochas antigas e resistentes que se formaram durante o Pré-cambriano, e que com a erosão acabaram por ficar acima da superfície.
A Barragem do Cedro foi construída entre 1890 e 1906 em alvenaria de pedra, cimento e aço, aos pés da Pedra da Galinha Choca. Em 30 de janeiro de 2015, a barragem foi colocada na lista provisória como Patrimônio Mundial da UNESCO.